# La Unión de Campos
La Unión de Campos är en ort i Spanien.   Den ligger i provinsen Provincia de Valladolid och regionen Kastilien och Leon, i den norra delen av landet, 230 km nordväst om huvudstaden Madrid. La Unión de Campos ligger 765 meter över havet och antalet invånare är 331.
Terrängen runt La Unión de Campos är platt. Runt La Unión de Campos är det glesbefolkat, med 8 invånare per kvadratkilometer. Närmaste större samhälle är Valderas, 9,7 km väster om La Unión de Campos. Trakten runt La Unión de Campos består till största delen av jordbruksmark.